# جيمس وارد باكارد
جيمس وارد باكارد (بالإنجليزية: James Ward Packard)‏ هو رائد أعمال أمريكي، ولد في 5 نوفمبر 1863 في وارن في الولايات المتحدة، وتوفي في 20 مارس 1928 في كليفلاند في الولايات المتحدة.

## وصلات خارجية
- جيمس وارد باكارد على موقع الموسوعة البريطانية (الإنجليزية)